# Venedita Von Däsh
Venedita Von Däsh, nombre artístico de Borja Lisón (Alicante, 6 de abril de 1992), es una drag queen y artista multidisciplinar española, conocida por competir en la segunda temporada de Drag Race España.

## Carrera
En febrero de 2021 apareció en el videoclip «Dulce y Bautizada» de Samantha Hudson.
En agosto de ese mismo mes realizó una colaboración de maquillaje con la revista Cosmopolitan.
En 2022 Venedita se unió a la competencia de telerrealidad Drag Race España en su segunda temporada temporada, que comenzó a emitirse en marzo de 2022. En el quinto episodio, titulado «Snatch Game», Venedita destacó por su interpretación drag de Miguel Bosé. En el sexto episodio la artista se caracterizó como la aristócrata española Carmen Polo, esposa del dictador Francisco Franco. Finalmente quedó posicionada como finalista junto a Estrella Xtravaganza, mientras que Sharonne fue la ganadora de la temporada.
Tras el final de emisión de la temporada, Venedita pasó a formar parte de la gira nacional del Gran Hotel de las Reinas.
En octubre de ese mismo año realizó una colaboración junto a la artista drag Sharonne para la sección El Comidista, del periódico El País.
El 21 de mayo de 2023 dio el pregón final del Festival de Cultura LGTBI+ Diversa en Elche junto con la cantante Luna Ki.

## Filmografía

### Televisión
| Año  | Título           | Papel       | Notas        |
| ---- | ---------------- | ----------- | ------------ |
| 2022 | Drag Race España | Concursante | 11 episodios |

## Discografía

### Sencillos
| Año  | Título                                                                           |
| ---- | -------------------------------------------------------------------------------- |
| 2022 | «Llévame al Cielo» con Supremme de Luxe, Marina, Estrella Xtravaganza y Sharonne |